# جهانگیر پارساخو
جهانگیر پارساخو (۱۳ مرداد ۱۳۱۳ – ۲۱ آبان ۱۳۷۸) به آقای جدول ایران معروف بود، طراح جدول کلمات متقاطع و بخش سرگرمی در مطبوعات ایران بود. او همچنین در دو فیلم سینمایی به نام‌های ماجرای زندگی (با نام هنری جهانگیر) و تختخواب سه‌نفره بازی کرد.
پارساخو در طول بیش از چهل سال فعالیت در مطبوعات ایران طراح بیش از چهل هزار جدول و یکصد هزار سرگرمی در مطبوعات ایران است. جدول‌ها و سرگرمی‌های وی در مجله‌هایی مانند تهران مصور، سپیدوسیاه، روشنفکر، فردوسی، جیبی، دانستنیها، گل آقا و بسیاری از نشریات دیگر به چاپ رسیده‌است. پارساخو قد کوتاهی داشت (یک متر و سی سانت) و در اواخر عمر به دلیل بیماری قدرت تحرک را از دست داده بود ولی همچنان به کار ادامه می‌داد.

## لقب آقای جدول ایران
جهانگیر پارساخو را آقای جدول ایران می نامند. با این وجود، جهانگیر پارساخو در خاطراتی که در پژوهشنامه تاریخ مطبوعات ایران نوشته؛ خود را بنیان گذار جدول و سرگرمی در مطبوعات ایران  نمی داند هر چند نقشش را نیز در ارتقای جایگاه جدول و سرگرمی در مطبوعات ایران انکار نمی کند: ” آری ، همه مجله هایی که در سال های دهه بیست منتشر می شدند جدول وسرگرمی داشتند و نمی گویم من “جهانگیر پارساخو”، پایه گذار جدول و سرگرمی در ایران بودم. اما من بهایی به جدول و سرگرمی در مطبوعات ایران دادم که برای نخستین بار در تاریخ مطبوعات ایران، روز سیزدهم اردیبهشت ۱۳۵۷ روز پایان جشنواره مطبوعات، جدول و سرگرمی در جایگاهی ایستاد که نویسندگان سیاسی، طنز، ورزشی، سینمایی و … از سال ها پیش می ایستادند.”